# Чугунов, Дмитрий Александрович (активист)
Дмитрий Александрович Чугунов (род. 25 февраля 1986, Москва) — российский общественный деятель, блогер, экс-комиссар движения «Наши», член Общественной палаты Российской Федерации 5-го состава (2014—2017 годах). Основатель и глава общественного движения «СтопХам».

## Биография
В 2005 году окончил педагогический колледж по специальности «педагог-организатор» со специализацией в области психологии.
С 2005 года комиссар движения «Наши». В этом же году был участником встречи с президентом В. В. Путиным в резиденции «Завидово». С 2006 года руководитель направления движения «Наши» «Наша Армия» в Иванове.
С 2008 по 2010 проходил контрактную службу в качестве инструктора взвода.
С 2009 по 2010 педагог ЦО № 1861.
В 2013 году окончил «Московский городской психолого-педагогический университет».

### Общественная деятельность
С 2005 года комиссар движения «Наши».
Выпускник МГППУ по специальности социальный педагог. Победитель окружного конкурса лидеров и руководителей детских и молодёжных общественных объединений «Лидер 21 век» в номинации «Лидер от 18 до 25 лет». Победитель городского этапа конкурса в номинации «За личный пример». Руководитель отделения движения Местные в Одинцове с сентября по декабрь 2009 года.
С января 2010 года автор и руководитель программы «Резерв» по воспитанию защитников отечества и подготовке высококлассного кадрового резерва для МО, МВД и МЧС.
С 2010 года и по н.в. — руководитель и участник федерального проекта «СтопХам».
В 2012 году стал ведущим телевизионного проекта на ТВЦ — «Городские Войны», проект просуществовал ровно 1 сезон и был закрыт в связи со сменой руководства.
В 2013 году присоединился к комиссарам новой волны движения Наши, которые выступили против посещения майского съезда основателя движения Василия Якеменко.
В 2014 по 2017 год — член Общественной палаты Российской Федерации пятого состава. Первый заместитель председателя комиссии по общественной безопасности и ОНК.
30 октября 2014 года Чугунов по обращению инициативной группы граждан выехал на место сноса гаражного кооператива на Дмитровском шоссе. В результате конфликта с неизвестными в униформе ФСРБ получил различные травмы и был госпитализирован.
В феврале 2016 года стало известно об организации Чугуновым Д. А. совместно с Эриком Китуашвили движения «Люди» на базе стритрейсерского объединения «Smotra» и «Стопхам». Впоследствии, в отношении лидера «Smotra» Эрика Китуашвили было возбуждено уголовное дело, а также предъявлены обвинения в страховом мошенничестве и участии в ОПГ. До настоящего времени не ясны истинные причины и мотивы Чугунова Д. А. в создании движения «Люди» на базе стритрейсерского объединения «Smotra», так как созданное Чугуновым Д. А. общественное движение «Стопхам» выступает строго против хамства на дорогах, что противоречит идеологии уличных гонок, которые в том числе из-за потенциальной опасности ДТП и смертельных аварий запрещаются правоохранительными органами РФ.
В 2016 пытался сдать на краповый берет.
На выборах в Государственную думу (2016) баллотировался кандидатом в депутаты в составе федеральной части списка партии «Гражданская Cила» и тушинского одномандатного округа Москвы № 206, заняв всего лишь 10-е (предпоследнее) место.
В интервью от 29 января 2020 года Дмитрий сообщил, что хоть и является основателем и руководителем СтопХама, сейчас почти отошёл от управления организацией. Также он сообщил, что основная его деятельность — это политические кампании, проекты по GR, информационной безопасности и защите репутации в сети.
С сентября 2020 года работает в корпорации «Синергия», где занимается коммуникацией с органами государственной власти (GR) и улучшением имиджа корпорации в статусе Вице-президента по GR.